# 李春亭
李春亭（1936年10月—2024年8月5日），中华人民共和国政治人物，山东栖霞人。

## 生平
1971年，任中共栖霞县委常委。1974年，任中共烟台地委书记。1976年，任山东省冶金局局长。1983年，任山东省冶金工业总公司经理。
1988年，任山东省人民政府副省长。1992年，任中共山东省委副书记，山东省副省长。1995年，升任山东省人民政府省长。
2001年，转任全国人大农业与农村委员会副主任委员。2009年退休。
2024年8月5日在济南逝世，享年88岁。8月7日，在济南市殡仪馆举行遗体告别仪式。